# Fiat Freemont
Fiat Freemont (укр. Фіат Фрімонт) — 7-місний кросовер компанії Fiat, який продається на європейському ринку починаючи з 2011 року. Зроблено Фрімонт на основі Dodge Journey, який виготовляється в місті Толука (Мексика). Автомобіль прийшов на заміну моделі Fiat Ulysse.

## Опис

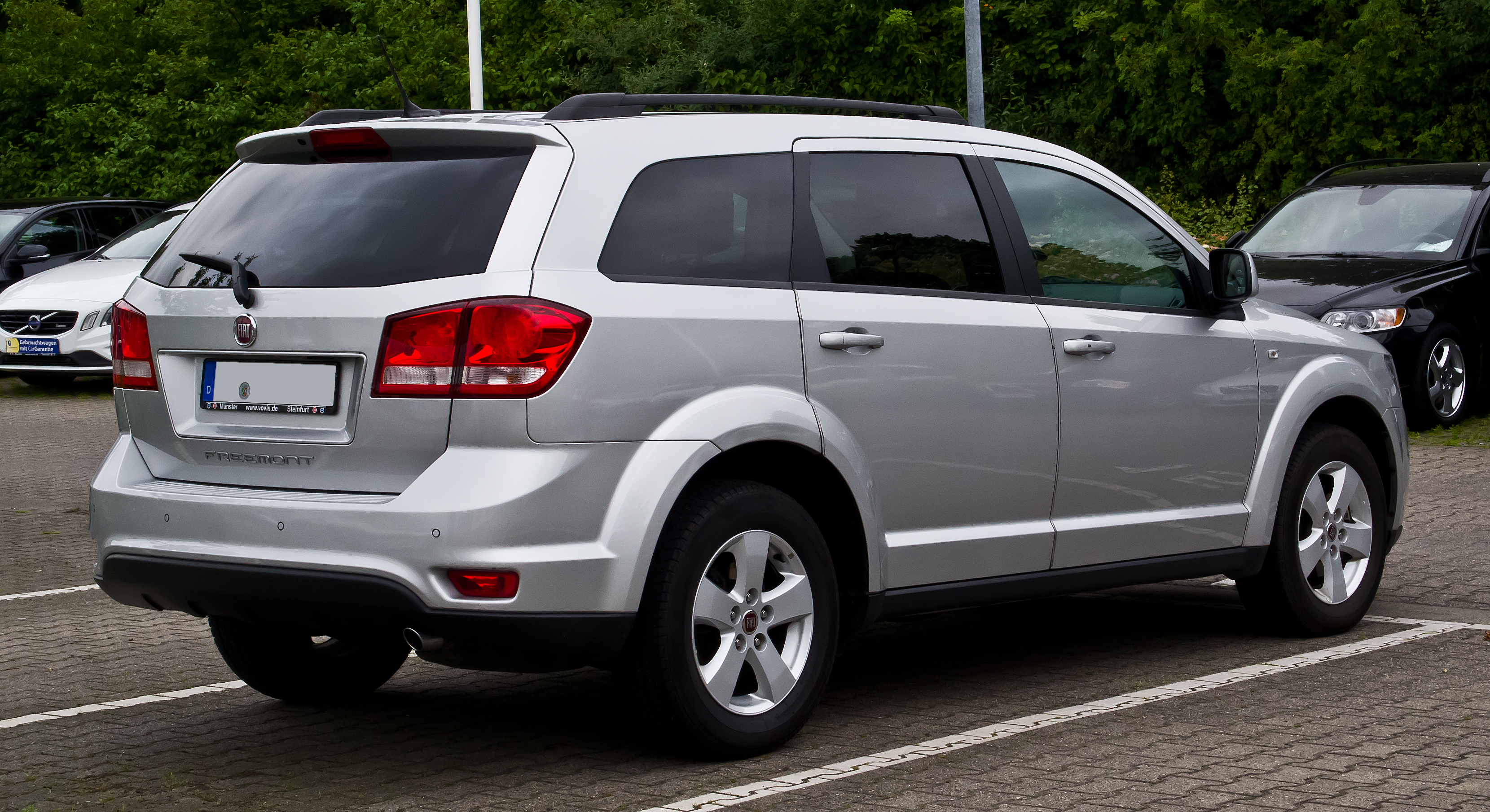
Fiat Freemont

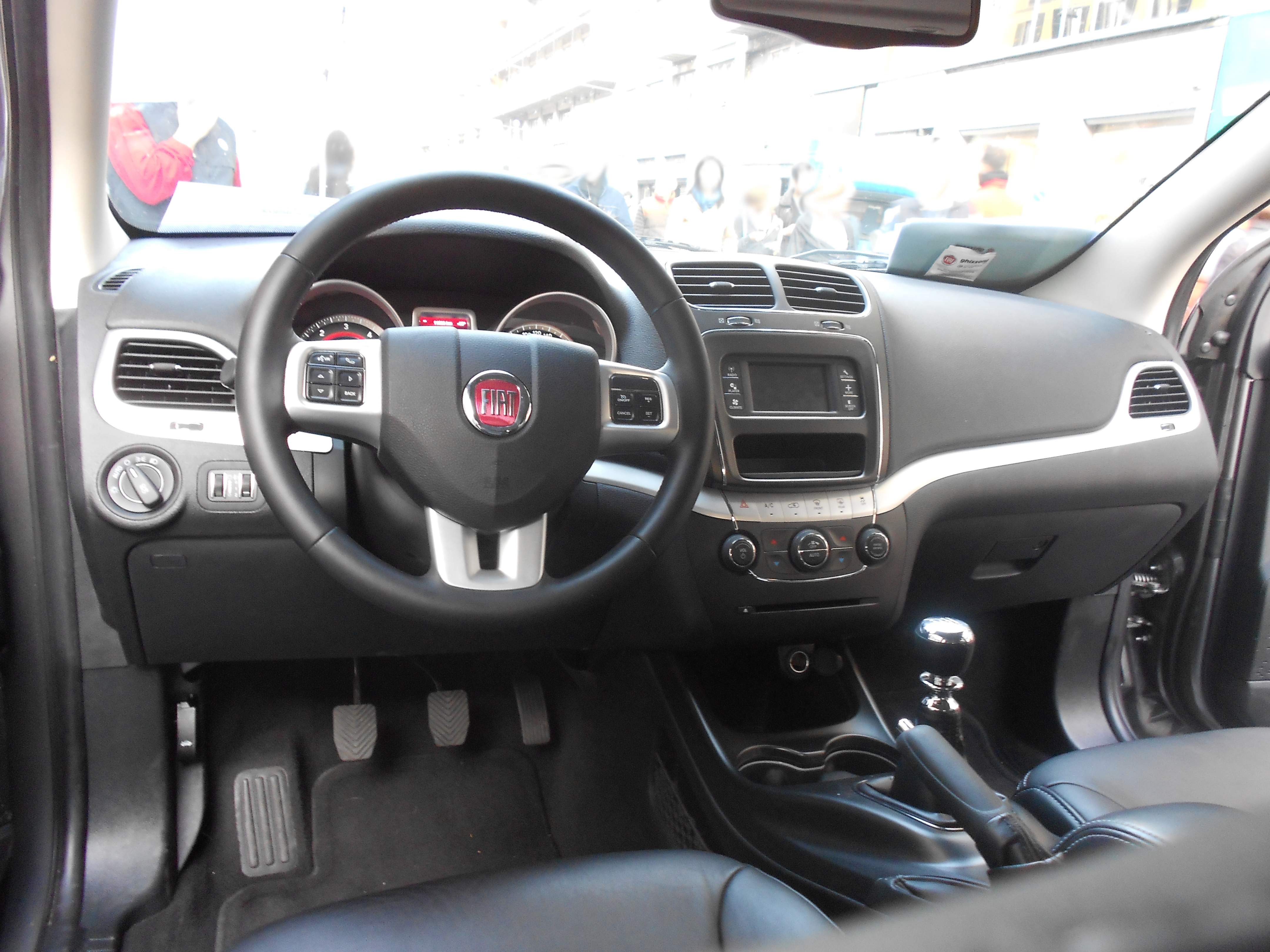
Салон Fiat Freemont

Автомобіль дебютував на Женевському автосалоні в березні 2011 року. Збудований на платформі Chrysler JC позашляховик вражає габаритами. При 4888 мм у довжину, 1878 у ширину, 1681 у висоту та 2890-міліметровою колісною базою, семимісний позашляховик нагадує Ford Territory.
Передньопривідна версія Fiat Freemont оснащена дизельним двигуном Multijet 2.0 л з турбонаддувом потужністю 140 або 170 к.с., які працюють в парі з 6-ст. механічною трансмісією. Повнопривідний кросовер з 6-ст. автоматичною коробкою передач комплектується тим же 170-сильним турбодизелем, американськими 2,4 л VVT потужністю 170 к.с. або 3,6 л V6 Pentastar потужністю 276 к.с.
Вантажний простір, при усіх розкладених сидіннях, розрахований на 1500 літрів. Загальна місткість салону складає 140 літрів, принаймні так стверджує виробник. На підтвердження своїх слів Fiat оснастив салон містким відсіком під приладовою панеллю, сітками вздовж карданного валу, відсіком під кріслом пасажира та ще декількома під килимками задніх сидінь. Окремо слід відмітити 32 конфігурації сидінь. Середній ряд сидінь нахиляється та складається у співвідношенні 60:40. Два бокових сидіння середнього ряду оснащені розкладними дитячими кріслами.
Автомобіль має хороше стандартне оснащення. Центральну позицію займає інформаційно-розважальна система Uconnect з 8.4-дюймовим сенсорним екраном, яка зустрічається у Chrysler 300 та Maserati Quattroporte. До загального переліку базового обладнання входять: система супутникової навігації, аудіосистема Alpine з сабвуфером та підсилювачем на 368 ват, тризонний клімат-контроль, круїз-контроль, центральний замок, кнопкове запалювання, камера заднього виду, сенсори паркування, складні бічні дзеркала з підігрівом, шкіряне водійське сидіння з електроприводом, тримачі напоїв з підсвіткою, передні та задні протитуманні вогні. До стандартних елементів безпеки відносяться: шість подушок, фіксатори дитячих крісел ISOFIX, система попередження перекидання та функція контролю розгойдування причепу.    

### Двигуни
| Модель           | Тип двигуна | Об'єм    | Потужність                        | Крутний момент             | Примітки  |
| ---------------- | ----------- | -------- | --------------------------------- | -------------------------- | --------- |
| Бензинові        |             |          |                                   |                            |           |
| 2.4 GEMA         | Р4          | 2360 см3 | 175 к.с. (129 кВт) при 6000 об/хв | 225 Нм при 4400 об/хв      | 2011-2016 |
| 3.6 Pentastar V6 | V6          | 3604 см3 | 280 к.с. (206 кВт) при 6400 об/хв | 353 Нм при 4800 об/хв      | 2012-2016 |
| Дизельні         |             |          |                                   |                            |           |
| 2.0 JTD          | Р4          | 1956 см3 | 140 к.с. (103 кВт) при 4000 об/хв | 350 Нм при 1750—2500 об/хв | 2011-2016 |
| 2.0 JTD          | Р4          | 1956 см3 | 175 к.с. (129 кВт) при 4000 об/хв | 350 Нм при 1750—2500 об/хв | 2011-2016 |

### Безпека
На краш-тесті Euro NCAP в 2011 році автомобіль отримав максимальних п'ять зірок за безпеку.